# Lankesterella
Lankesterella (em português: Lanquesterela) é um género botânico pertencente à família das orquídeas (Orchidaceæ). Foi proposto por Ames em Schedulæ Orchidianæ 4: 3, em 1923, tipificado pela Lankesterella costaricensis Ames, hoje considerada sinônimo da Lankesterella orthantha (Kraenzl.) Garay.

## Etimologia
O nome é uma homenagem a Charles Hebert Lankester (1879-1969), botânico e orquidófilo inglês que viveu na Costa Rica e teve seu nome latinizado para Carolus Herbertus Lankester.

## Descrição
Lankesterella já havia sido separada de Stenorrhynchos por Schlechter, em 1920, com o nome de Cladobium, no entanto este nome já estava ocupado, resultando inválido.
É composto por pouco mais de dez espécies epífitas, que vivem sobre superfícies musguentas em florestas sombrias repletas de umidade, até 2700 metros de altitude. Ocorrem em ilhas do Caribe, alguns países do sul da América Central, e em faixa contínua que vai da Venezuela à Bolívia e também em diversos estados brasileiros, da Bahia a Santa Catarina e Minas Gerais.
Lankesterella  muito se assemelha com Eurystyles, diferenciando-se pela inflorescência em regra ascendente ou horizontal, flores maiores, em menor número, voltadas para o mesmo lado, com relativamente pequenas brácteas florais.
As folhas são sedosas, de verde claro acinzentado, algumas vezes de margens ciliadas, crescem formando uma roseta. Em regra as flores apresentam calcar bem desenvolvido e labelo tem dois pequenos lobos na base.

## Espécies
1. Lankesterella alainii Nir, Orchid. Antill.: 170 (2000).
2. Lankesterella caespitosa (Lindl.) Hoehne, Arq. Bot. Estado São Paulo, n.s., f.m., 1: t. 146, f. 2 (1944).
3. Lankesterella ceracifolia (Barb.Rodr.) Mansf., Notizbl. Bot. Gart. Berlin-Dahlem 15: 217 (1940).
4. Lankesterella glandula Ackerman, Lankesteriana 4: 49 (2004).
5. Lankesterella gnomus (Kraenzl.) Hoehne, Arq. Bot. Estado São Paulo, n.s., f.m., 1: 131 (1944).
6. Lankesterella longicollis (Cogn.) Hoehne, Arq. Bot. Estado São Paulo, n.s., f.m., 1: 131 (1944).
7. Lankesterella mentiens Hoehne, Arq. Bot. Estado São Paulo, n.s., f.m., 1: 131 (1944).
8. Lankesterella orthantha (Kraenzl.) Garay, Caldasia 8: 521 (1962).
9. Lankesterella parvula (Kraenzl.) Pabst, Rodriguésia 16-17(28-29): 132 (1955).
10. Lankesterella pilosa (Cogn.) Hoehne, Arq. Bot. Estado São Paulo, n.s., f.m., 1: 132 (1944).
11. Lankesterella salehi Pabst, Anais Congr. Soc. Bot. Brasil 15: 110 (1967).
12. Lankesterella spannageliana (Hoehne & Brade) Mansf., Notizbl. Bot. Gart. Berlin-Dahlem 16: 217 (1940).